# Sibila Jeruzalemska
Sibila Jeruzalemska (lat. Sibylla) (Jeruzalem, o. 1159. - Akra, 25. srpnja 1190.), jeruzalemska princeza, grofica Jafe i Aškelona (1176.-1186.) te jeruzalemska kraljica (1186.-1190.) iz francuske dinastije Anjou-Châteaudun.
Bila je kći jeruzalemskog kralja Almarika I. i Agneze od Courtenayja. Imala je brata, jeruzalemskog kralja Balduina IV. i polusestru, jeruzalemsku kraljicu Izabelu I.
Godine 1176. udala se za Vilima od Montferrata, grofa Jafe s kojim je imala sina, kasnijeg jeruzalemskog kralja Balduina V. Poslije suprugove smrti 1179. godine, preudala se za francuskog plemića Gvida Lizinjanskog koji je imenovan za regenta u ime Balduina IV. koji je bolovao od lepre. Poslije kraljeve smrti, Gvido je, preko braka sa Sibilom, postao novi jeruzalemski kralj, jer je u međuvremenu umro Balduinov nasljednik i nećak, Balduin V.
Poslije katastrofalnog poraza Gvidove vojske u bitci kod Hattina 1187. godine, prilikom čega je Saladin zarobio njenog supruga, kraljica Sibila je predala grad Jeruzalem u muslimanske ruke. Sljedeće godine uspjela je privoliti Saladina da oslobodi njenog supruga uz plaćenu otkupninu. Gvido se nastavio boriti protiv Saladina u vrijeme Trećeg križarskog rata pod zapovjedništvom engleskog kralja Rikarda I. Lavljeg Srca te se Sibila nadala kako će joj biti vraćen Jeruzalem i nasljedno pravo na krunu. Međutim, umrla je iznenada tijekom epidemije 1190. godine, zajedno sa svoje dvije kćeri iz braka s Gvidom Lizinjanskim.